# 松岡隆雄
松岡 隆雄（まつおか たかお、1947年 - ）は、日本の実業家、馬主。
水産物の加工・販売等を手掛ける株式会社松岡代表取締役、養殖事業を手掛けるサンライズファーム株式会社などの代表を務める。

## 経歴
福岡県出身。青山学院大学卒業後、父の重雄が創業した株式会社松岡に入社し、営業として勤めたのち1977年に取締役、1985年より専務に就任すると、高齢や健康上の理由により一線を退いた社長の父に代わって経営を指揮するようになった。1996年、重雄の死去に伴い社長に就任し、現在まで在任。

## 馬主活動

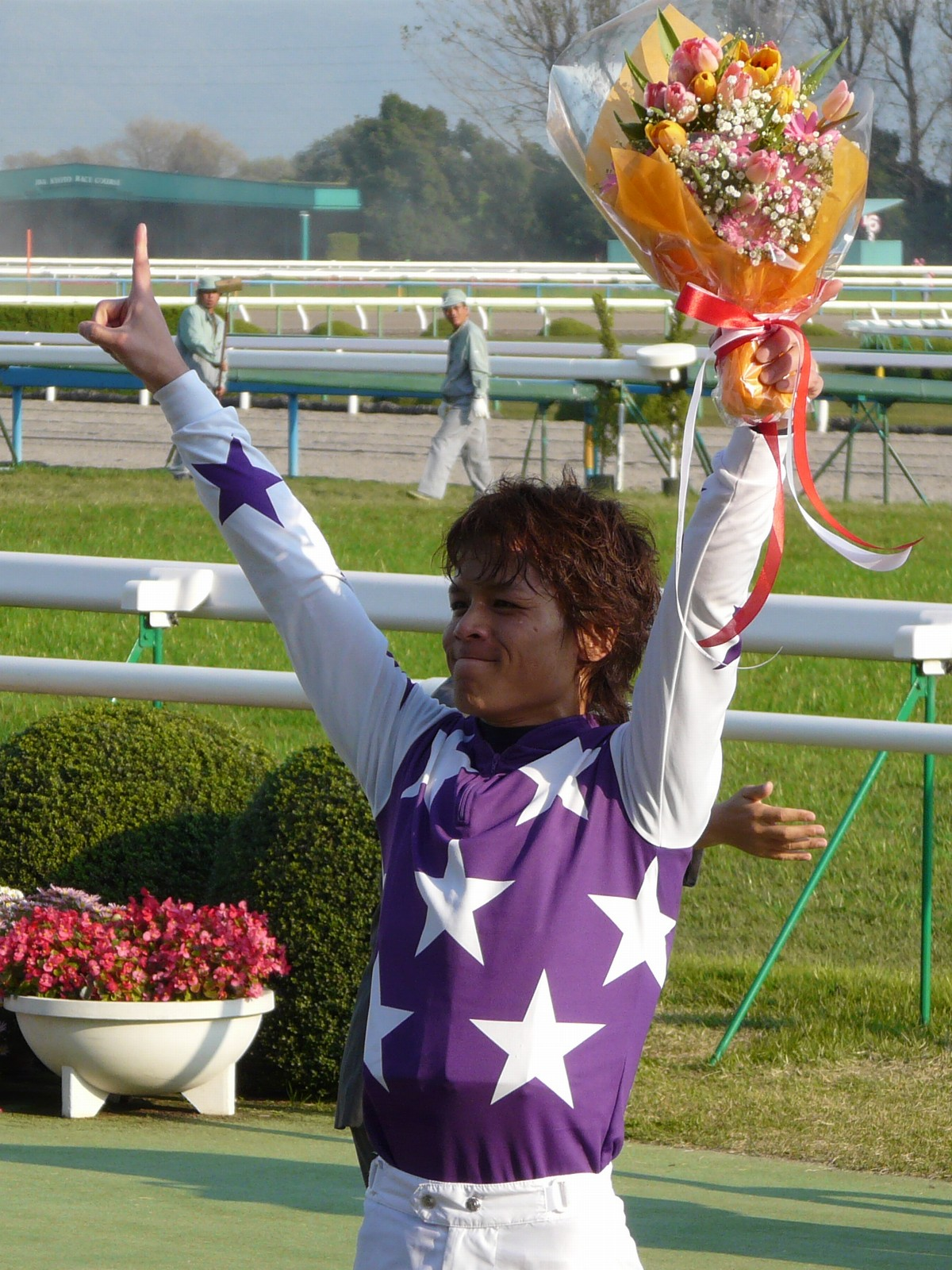
松岡の勝負服を着用した高田潤

日本中央競馬会（JRA）に登録する馬主として知られる。勝負服の柄は紫、白星散、白袖紫星散、冠名は主に牡馬には馬名の前方、牝馬には名前の後方に「サンライズ」を用いるが、冠名のない活躍馬もいる。当初は会社名義（株式会社松岡）で馬主登録されていたが、その後個人名義に変更された。
厩舎としては、いずれも栗東の石坂正、音無秀孝、平田修厩舎を多く利用する。また、吉澤ステーブルとの関係が深く、育成馬の多くを預託している。
父の重雄も馬主であった。主な所有馬に1967年の京都4歳特別、北九州記念、1968年のスポーツニッポン賞金盃、1969年のCBC賞、小倉記念など重賞5勝のアトラスがいる。

## 主な所有馬
会社名義の所有馬については、松岡 (企業)#主な所有馬を参照。

### GI・JpnI級競走優勝馬
- サンライズバッカス（2005年武蔵野ステークス、ダービーグランプリ2着、2007年フェブラリーステークス）
- キングジョイ（2007年京都ジャンプステークス、中山大障害2着、2008年中山大障害、京都ハイジャンプ、2009年中山大障害、中山グランドジャンプ2着）
- サンライズノヴァ（2017年ユニコーンステークス、2018年武蔵野ステークス[7][8]、2019年マイルチャンピオンシップ南部杯、2020年プロキオンステークス、武蔵野ステークス、2021年JBCスプリント2着）

### 重賞競走優勝馬
- サンライズペガサス（2005年産経大阪杯、毎日王冠）
- サンアディユ（2007年アイビスサマーダッシュ、セントウルステークス、京阪杯）
- サンライズマックス（2007年中日新聞杯、2008年エプソムカップ、2009年小倉大賞典）
- ブラボーデイジー（2009年福島牝馬ステークス、2010年エンプレス杯）
- サンライズプリンス（2010年ニュージーランドトロフィー）
- サンライズベガ（2011年小倉大賞典）
- サンライズソア（2018年名古屋大賞典、平安ステークス）
- サンライズホープ（2021年シリウスステークス、2022年みやこステークス）[9]

### その他の所有馬
- サンライズジェガー[注釈 2]